# Pacifigorgia elegans
Pacifigorgia elegans is een zachte koraalsoort uit de familie Gorgoniidae. De koraalsoort komt uit het geslacht Pacifigorgia. Pacifigorgia elegans werd in 1857 voor het eerst wetenschappelijk beschreven door Milne Edwards & Haime. 